# Josef Dering

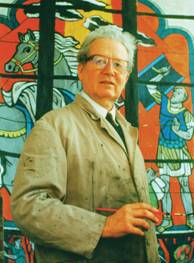
Porträt mit Glasbild Josef Dering

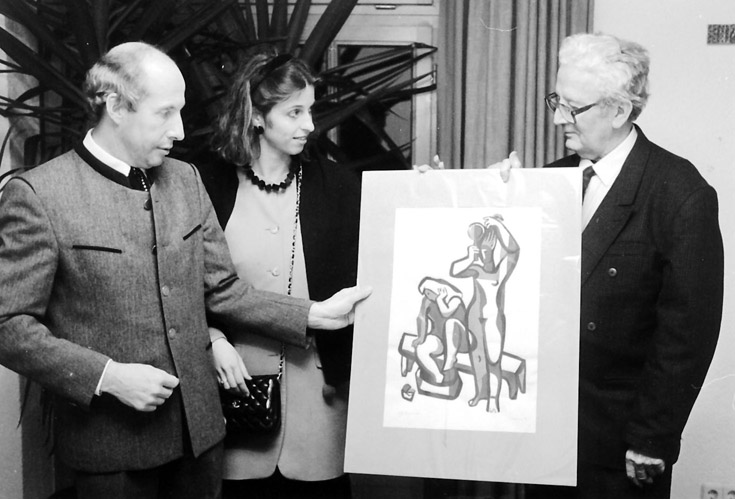
Josef Dering übergibt einen Druck an die Artothek in Eichenau, (1987)

Josef Dering (* 17. März 1910 in München; † 1999 in Dakar, Senegal) war ein deutscher Maler, Grafiker und Kunsterzieher.

## Leben
Josef Dering studierte Kunst an der Technischen Hochschule München bei Karl Knappe sowie an der Kunstakademie München, wo er mit Staatsprüfung für das Höhere Lehramt in Malerei und Grafik abschloss. Seine Lehrer waren u. a. Adolf Schinnerer und Karl Caspar.
Er war verheiratet mit Angelika Spethmann (1916–2000), einer Urenkelin von Theodor Storm, die als Porträtmalerin anerkannt war. Josef Dering lebte seit 1943 in der Allinger Straße 83 in Eichenau. Er verstarb 1999 beim Besuch seines Sohnes im Senegal. Eine der örtlichen Grundschulen wurde nach ihm benannt.
Für Eichenau wurde er auch als Schöpfer des Gemeindewappens wichtig, das „in Silber auf grünem Boden eine stilisierte Eiche“ zeigt und nach der Selbstständigkeit von Eichenau 1957 vom Innenministerium 1959 als Wappen anerkannt wurde.

## Werke

Eichenau Wappen

Neben dem Brunnen in Germering und der Sparkassenfassade in Fürstenfeldbruck hat Josef Dering in Germering und Fürstenfeldbruck mehrfach Kunst im öffentlichen und sakralen Räumen gestaltet; darunter die in Sagraffo-Technik gestalteten Medaillons mit Handwerkszunftzeichen an der Rathausfassade, ein momentan zugehängtes Wandgemälde im Foyer des Rathauses, sämtliche Keramikwappen im Rathaus Unterpfaffenhofen, Glasfenster der Germeringer Kirchen Don Bosco und St. Cäcilia sowie eine Glasplastik mit einer Marktszene, welche sich am Eingang zum Wittelsbacher Einkaufszentrum gegenüber der WWK-Siedlung befindet. In Fürstenfeldbruck hat er durch seine drei großen Glaswände die 1964 geweihte katholische Pfarrkirche St. Bernhard geprägt, die 2008 hauptsächlich wegen Derings Glaskunst unter Denkmalschutz gestellt wurde. In Eichenau stammen die Gestaltung der Fassade an der nach ihm benannten Grundschule (Bau 2) sowie einer (inzwischen verhängten) Wand in der Sparkassenfiliale von Dering.
Neben seinen Werken für öffentliche Bauten in Fürstenfeldbruck (Sparkassenfassade), Eichenau, Germering, Olching und München gelangten seine Arbeiten auch nach Polen und in die USA.
Der Nachlass wird von der Bürgerstiftung Fürstenfeldbruck verwaltet und im Rathaus Eichenau verwahrt. Rund 400 Objekte, darunter Ölbilder, Lithographien, Holzschnitte, Porträtzeichnungen, Linolschnittdrucke, Keramiken und Entwürfe für Kirchenfenster, wurden archiviert und sachgerecht gelagert.

## Ausstellungen
- Fürstenfeldbruck 2000, Gemäldeausstellung der Sparkasse Fürstenfeldbruck, „In Memoriam“
- Forum der Stadthalle Germering vom 10. bis 13. Dezember 2009.[3]